# Kingdonella longiconica
Kingdonella longiconica är en insektsart som beskrevs av Yin, X.-c. 1984. Kingdonella longiconica ingår i släktet Kingdonella och familjen gräshoppor. Inga underarter finns listade i Catalogue of Life.